# André Neher
André Neher (* 22. Oktober 1914 in Oberehnheim, Elsass; † 23. Oktober 1988 in Jerusalem) war ein französisch-jüdischer und israelischer Philosoph und Erforscher des Judentums, der neben Emmanuel Levinas und Léon Ashkénasi maßgeblich zur Erneuerung des jüdischen Denkens in Frankreich nach der Shoah beitrug.

## Leben und Werk

### Bis zur Shoah
Neher wurde 1914 im Elsass (das 1918 wieder zu Frankreich kam) als Deutscher geboren. Sein Vater Albert A. Neher, ein Kaufmann, war vielseitig sozial wie auch literarisch und künstlerisch tätig, so veröffentlichte er Erzählungen über das jüdische Leben im Elsass. Bereits in Obernai besuchte Neher die Toraschule eines engagierten Rabbiners, Jérôme Lévy. 1927 zog die Familie nach Straßburg, wo er Germanistik und Musik studierte und an der örtlichen Synagoge lernte. 1936 wurde er Deutschlehrer in Sarrebourg in Lothringen. Zwei Sommer lang besuchte er die 1927 gegründete Talmudhochschule Jeschiwa Etz Chaim in Montreux, deren Leiter Elijahu Botschko von der rationalen, antimystischen Toraauslegung seiner litauischen Lehrer geprägt war. Nehers erste Veröffentlichungen (ab 1932) spiegeln seine damaligen Interessen.
1939 wurde er zum französischen Militär eingezogen, nach der Niederlage kehrte er zu seiner Familie zurück, die zunächst nach Mülhausen floh, dann in den Limousin. Er unterrichtete in Brive-la-Gaillarde, bis er seine Stelle Ende 1940 aufgrund der Judengesetze des Vichy-Regimes aufgeben musste. Neher arbeitete damals an einer Dissertation über Heinrich Heine, die er aber zerstörte, um sich mit seinem Vater und seinem Bruder Richard ganz dem Studium der kanonischen Texte des Judentums zu widmen. Die Familie unterhielt in dem Dorf Lanteuil eine Pension und Schule für jüdische Torastudenten. Bei einer Razzia der SS 1944 wurde sie überraschend verschont. Von 1941 bis 1944 schrieben und illustrierten der Vater und die Brüder jährlich eine Pessach-Haggada, deren Bilder die Atmosphäre der Zeit wiedergeben. 1947 verfassten André und Richard Neher einen Text für die Liturgie eines vorgesehenen Gedenktags für die Opfer der Shoah, der 2000 veröffentlicht wurde.

### Jüdisches Selbstverständnis aus der Bibel
Nach der Befreiung unterrichtete Neher kurz in Lyon, bevor er nach Straßburg zurückkehrte. Unter den Zuhörern seiner Vorträge waren viele Kriegsheimkehrer und Flüchtlinge, darunter der junge, aus dem KZ Buchenwald freigekommene Elie Wiesel, mit dem er befreundet blieb. Wiesels Werk wurde zu einer Referenz in Nehers Buch L’Exil de la parole (1970). 1946 wurde Neher zum Rabbiner ernannt. Im selben Jahr veröffentlichte er mit seinem Bruder Richard Transcendence et immanence, worin er, in entschiedener Absetzung von christlicher, mystischer und existentialistischer Weltfremdheit, das jüdische Selbstverständnis aus der in der Geschichte sich ereignenden Berufung des jüdischen Volkes begründete. Implizit widersprach er damit Sartres Sicht des Judentums; dieser hatte ebenfalls 1946 in Réflexions sur la question juive erklärt: „Der Jude ist der Mensch, den die anderen als solchen betrachten. (…) Der Antisemit macht den Juden.“
Nehers 1950 veröffentlichte Dissertation über den Propheten Amos verschaffte ihm große Beachtung, verband er darin doch eine avancierte wissenschaftliche Methode mit genauer Kenntnis der rabbinischen Erörterungen der Bibeltexte – die er zur Klärung von Wortbedeutungen fruchtbar heranzog – und aktuellen philosophischen Fragestellungen. In präzise und leidenschaftlich geführten Auseinandersetzungen bezog er vor allem Stellung gegen die in der historisch-kritischen Erforschung der hebräischen Bibel, so wie sie im 19. Jahrhundert von Julius Wellhausen neu begründet worden war, etablierte Auffassung, dass ab dem 8. Jahrhundert v. Chr. in Israel eine universelle, individualistische und rein ethische Prophetie verkündet worden sei, die somit älter sei als das erst im 6. und 5. Jahrhundert kodifizierte mosaische Gesetz. Weil die Propheten mit ihrer Ethik auf das Christentum vorauswiesen, konnte man so diesem selbst ältere Wurzeln zuschreiben als dem klassischen Judentum, dessen strenge Bezogenheit auf ein partikularistisches, zur Absonderung führendes Gesetz sich erst nach dem babylonischen Exil herausgebildet habe.
Neher vertrat demgegenüber unter Berufung auf Max Webers Studie Das antike Judentum (1921), dass der Bund Israels mit Gott, der in der Tora geschildert wird, für das jüdische Leben von Anfang an, für den ganzen in der Bibel geschilderten Zeitraum konstitutiv gewesen sei und dass die Propheten – in einer Zeit, in der der verpflichtende Charakter des Bundes nach großen sozialen Umwälzungen nicht mehr empfunden wurde – nichts anderes getan hätten, als an ihn zu erinnern und seine Einhaltung zu fordern. Mit Bezug auf David Koigens Thesen in Das Haus Israel (1934) argumentiert er weiter, dass dieser Bund inhaltlich die Erfahrung der Befreiung aus der Sklaverei bewahre, weshalb er von der Idee der sozialen Gerechtigkeit und der Verantwortung aller durchdrungen sei. Seine Träger seien die Leviten gewesen (der Stamm, zu dem auch Mose gehörte), in deren Tradition sich die Propheten stets verstanden hätten.
1955 wurde für Neher ein Lehrstuhl für jüdische Studien an der Universität Straßburg eingerichtet. Im selben Jahr veröffentlichte er die grundlegende Arbeit L’Essence du prophétisme, worin er die allgemeinen Merkmale der jüdischen Prophetie herausstellte und sie vom historischen Umfeld abgrenzte. In seinem Buch über Mose (1956, deutsch 1964 u. ö.), das in mehreren Sprachen vielfach aufgelegt wurde und worin er erneut die Kontinuität von Prophetie und Gesetz vertritt, wird die Erfahrung der Befreiung aus dem ägyptischen Joch mit Abbildungen vom Dasein der dortigen Sklaven veranschaulicht, daneben stehen Bilder aus den nationalsozialistischen Vernichtungslagern. In seiner Studie über den Propheten Jeremias (1960, deutsch 1961) vergegenwärtigte Neher die dramatische Spannung, in der sich dessen Leben vollzog.

### Haltung gegenüber Deutschland
1957 begründete Edmond Fleg die Colloques des intellectuels juifs de langue française, in deren Mittelpunkt über viele Jahre eine von Emmanuel Levinas vorgetragene Leçon talmudique (Talmudauslegung) und eine Leçon biblique Nehers standen. 1963, im Rahmen eines Kolloquiums über das Verzeihen, referierte Neher abweichend von diesem Vorgehen über Réparation et pardon. Le problème de l’Allemagne. Wie schon in einem Vortrag von 1958 betonte er dabei die Unaufhebbarkeit des entstandenen Bruchs. Dem in Deutschland vielfach praktizierten „Wegdenken“ der eigenen Schuld, der Gewissensberuhigung aufgrund der damaligen „Wiedergutmachungszahlungen“ und dem fortbestehenden Antijudaismus stellte er im Text von 1963 das Verhalten der Teilnehmer der Aktion Sühnezeichen gegenüber, die gerade angesichts des Geschehenen die Begegnung suchen. Beide Vorträge schloss er mit dem Hinweis auf Albrecht Goes’ Erzählung Das Brandopfer, worin eine einfache Frau, die während der Verfolgung jahrelang Juden eine Zuflucht geboten hat, schließlich, nachdem alle deportiert worden sind, dieses Verbrechen sühnen will, indem sie sich einem Bombenangriff aussetzt. Sie wird aber nur verletzt und lebt damit weiter. – Neher hat Deutschland nach der Shoah nicht mehr betreten und vertrat auch, dass das für Juden nicht mehr möglich sei.
Jean Améry kritisierte Neher in Jenseits von Schuld und Sühne (1966), er verlange von den Verfolgten des Nationalsozialismus, sie sollten in einem „ethischen Höhenflug“ das erlittene „Leid ebenso interiorisieren und in emotionaler Askese auf [sich] nehmen wie [die] Peiniger ihre Schuld“, was Améry für sich rigoros ablehnte. In Nehers grundsätzlichen Äußerungen zum Thema findet sich für diesen Vorwurf jedoch kein Anhalt.

### Wechsel nach Jerusalem
1947 hatte Neher Renée Neher-Bernheim (1922–2005) geheiratet, die während des Krieges im französischen Widerstand für die Rettung jüdischer Kinder gearbeitet hatte. Beide veröffentlichten 1962 die Histoire biblique du peuple d’Israël, 1963 folgte von ihr alleine L’Histoire juive de la Renaissance à nos jours. Von seiner Frau angeregt wandte Neher sich der Erforschung der jüdischen Mystik und ihrer Bedeutung für das neuzeitliche Denken zu. Er veröffentlichte Le Puits de l’exil („Der Brunnen des Exils“), la théologie dialectique du Maharal de Prague über Rabbi Löw von Prag, der in der Legende zum Schöpfer des Golem wurde (1966), später eine Studie über dessen Schüler David Gans, einen Mitarbeiter Tycho Brahes und Johannes Keplers (1974), sowie Faust et le Maharal de Prague: le mythe et le réel (1987).
Als Algerien 1962 unabhängig wurde, wanderten viele Juden nach Frankreich, speziell ins Elsass und nach Lothringen, aus. Neher und seine Frau organisierten ihr Willkommen durch die jüdischen Gemeinden, damit sie nicht nur eine Unterkunft, sondern auch eine neue religiöse Heimat finden können.
1965 wurde Neher zum Präsidenten der französischen Sektion des Jüdischen Weltkongresses ernannt. Nach dem Sechstagekrieg 1967 hielt er sich zunehmend in Israel auf, 1973 übersiedelte er mit seiner Frau endgültig dorthin. Er unterrichtete nun in Tel-Aviv wie in Straßburg. – In dem vielfach als sein Hauptwerk betrachteten Buch L’Exil de la parole. Du silence biblique au silence d’Auschwitz (1970) handelt er vom Schweigen Gottes, das als Erfahrung schon den ersten biblischen Texten zugrunde liege und auch das Erleben der biblischen Propheten geprägt habe. In seinen Texten über Israel betont er die Bedeutung dieses Landes für das Leben als Jude – zum Beispiel dadurch, dass manche der biblischen Gebote nur im Land erfüllt werden können –, aber auch die mit ihm verbundene Hoffnung ebenso wie die Verpflichtung auf eine gerechte, die ethischen Forderungen der Bibel verwirklichende Politik.

« Son oeuvre peut être considerée comme la reprise existentielle permanente et comme le commentaire approfondi en termes et en concepts contemporains des grandes thèmes de la tradition juive. »

„Sein Werk kann als fortwährende existenzielle Wiederaufnahme der und als vertiefter Kommentar zu den großen Themen der jüdischen Tradition in den Kategorien und Begriffen der Gegenwart betrachtet werden.“

## Werke

### Deutsche Ausgaben
- Das Basler christlich-jüdische Theologengespräch (Pfingstwoche 1958). In: Freiburger Rundbrief 11, 1958/59, S. 38–60. Anhand eines Tonbandmitschnitts erstellte Dokumentation der Beiträge, darunter des Vortrags von André Neher: Heilserwartung in jüdischer Sicht, S. 47-50, und seiner Diskussionsbeiträge.
- Jeremias. Bachem, Köln 1961.
- Dein verkannter Bruder: Ein Jude sieht uns Christen (= Lebendige Kirche. Band 4). Lambertus, Freiburg 1961 (Prägnante Darstellung der Geschichte des Antisemitismus und der Rolle des Christentums dabei. Mit einer Einführung des christlichen Theologen Karl Rahner voller Vorbehalte gegenüber Nehers Text).
- Moses in Selbstzeugnissen und Bilddokumenten (= Rowohlts Monographien. Band 94). Rowohlt, Reinbek 1964, weitere Auflagen 1984, 1989, 1997.
- Nein zu Deutschland. Aufsatz, erschienen September 1965 in Darmstadt[15]
- Israel, Juni 1967: Ein Zeugnis von Rabbiner André Neher. In: Freiburger Rundbrief 19, 1967, S. 6–9 (Stellungnahme zum Sechstagekrieg).
- Die Haltung Israel gegenüber: Stadt, Land und Volk. In: Concilium. Internationale Zeitschrift für Theologie. Band 10, 1974, S. 580–584; auch in: Freiburger Rundbrief 28, 1976, S. 56–60.
- Gegen wird zum Segen – zur jüdisch-christlichen Begegnung. In: Günther Bernd Ginzel, Elisabeth Pfisterer (Hrsg.): Scheidewege. Rudolf Pfisterer zum 70. Geburtstag. dkv, Düsseldorf 1985, S. 41–43.
- Jüdische Identität. Einführung in das Judentum. Europäische Verlagsanstalt, Hamburg 1995, Nachwort Rudolf Pfisterer.

### Originalveröffentlichungen der Bücher
- (mit Richard Neher:) Transcendance et immanence. Yechouroun, Lyon 1946, Nachdruck in L’Existence juive.
- Amos. Contribution à l’étude du prophétisme. Vrin, Paris 1950.
- Notes sur Qohélet, l’Ecclésiaste. Minuit, Paris 1951.
- L’Essence du prophétisme. PUF, Paris 1955, seit 1995 unter dem Titel Prophètes et prophéties.
- Moïse et la vocation juive. Seuil, Paris 1956.
- Jérémie. Plon, Paris 1960.
- mit Renée Neher: Histoire biblique du peuple d’Israël. Adrien Maisonneuve, Paris 1962.
- L’Existence juive, solitude et affrontements. Seuil, Paris 1962.
- Le Puits de l’exil, la théologie dialectique du Maharal de Prague. Albin Michel, Paris 1966.
- De l’hébreu au français. Klincksieck, Paris 1969.
- mit Abraham Epstein und Émile Sebban: Étincelles. Textes rabbiniques traduits et commentés. Albin Michel, Paris 1970.
- L’Exil de la parole. Du silence biblique au silence d’Auschwitz. Seuil, Paris 1970.
- Dans tes portes Jérusalem. Albin-Michel, Paris 1972.
- David Gans, disciple du Maharal de Prague, assistant de Tycho Brahe et de Jean Kepler. Klincksieck, Paris 1974.
- mit Robert Aron und Victor Malka: Le Judaïsme, hier-demain. Buchet Chastel, Paris 1977.
- Clefs pour le judaïsme. Seghers, Paris 1977, seit 1989 unter dem Titel L’identité juive.
- Oubekhol Zot („Und dennoch“; auf Hebräisch). Rubin Mass, Jerusalem 1977.
- Le dur bonheur d’être Juif (Victor Malka interroge André Neher). Le Centurion, Paris 1978.
- Ils ont refait leur âme. Stock, Paris 1979.
- Jérusalem, vécu juif et message. Rocher, Monaco 1984.
- Faust et le Maharal de Prague: le mythe et le réel. PUF, Paris 1987.
- Regards sur une tradition. Bibliophane, Paris 1989.
- Renée Neher, Paul Zylbermann (Hrsg.): Un Maillon dans la chaîne. Choix de textes d’André Neher. Septentrion, Paris 1995 (Online-Vorschau).

## Sekundärliteratur
- Paul Ricœur: Philosophie et prophétisme I (1952). In: Derselbe: Lectures 3: Aux frontières de la philosophie. Seuil, Paris 1994, S. 153–172 (über Amos; französisch).
- Paul Ricœur: Philosophie et prophétisme II (1955). In: Derselbe: Lectures 3: Aux frontières de la philosophie. Seuil, Paris 1994, S. 173–185 (über L’Essence du prophétisme; französisch).
- Alexis Nouss: Babel: avant, après. In: TTR: traduction, terminologie, rédaction. Band 3, 1990, S. 53–70 (über De l’hébreu au français; französisch; online).
- Tod Linafelt: „Mad Midrash“ and the Negative Dialectics of Post-Holocaust Biblical Interpretation. In: Gerhard Bodendorfer, Matthias Millard (Hrsg.): Bibel und Midrasch. Zur Bedeutung der rabbinischen Exegese für die Bibelwissenschaft. Mohr Siebeck, Tübingen 1998, S. 263–274 (über L’Exil de la parole).
- Paul B. Fenton: André Neher’s Reading of the Book of Amos. In: European Judaism 34, 2001, S. 33–39 (englisch).
- David Banon (Hrsg.): Héritages d’André Neher. Éd. de l’éclat, Paris 2011, mit ausführlicher Bibliographie (französisch).
- Die Festschrift Mélanges André Neher (Adrien Maisonneuve, Paris 1975) enthält von Neher angeregte Beiträge von Freunden und Schülern und auf S. XIII–XXIX eine (336 Titel umfassende) Bibliographie seiner Veröffentlichungen bis 1974.